# Кубок Європи з бігу на 10000 метрів 2019
Кубок Європи з бігу на 10000 метрів 2019 був проведений 6 липня на стадіоні «Парламент Хілл» в Лондоні.
Змагання в Лондоні відбулись вдруге поспіль. Як і 2018 року, Кубок Європи відбувся одночасно зі змаганнями «Ніч особистих рекордів у бігу на 10000 метрів» (англ. Night of the 10,000m PBs), які були организовані клубом Highgate Harriers в 2013 році та доволі швидко стали популярними серед бігунів та глядачів. Традиційно на фінішній прямій була організована спеціальна зона для вболівальників: на 60-метровій ділянці вони мали змогу спостерігати за забігами безпосередньо з четвертої бігової доріжки.
Програма змагань включала забіги на 10000 метрів серед чоловіків та жінок, за результатами яких визначались індивідуальні переможці та призери, а також найкращі збірні команди в командному заліку за сумою трьох найкращих результатів. Загалом у кожній дисципліні країна могла виставити до 6 атлетів (атлеток).

## Призери

### Чоловіки
| Першість | Золото | Золото     | Срібло | Срібло     | Бронза | Бронза     |
| -------- | --- | ---------- | --- | ---------- | --- | ---------- |
| Особиста | Єманеберхан Кріппа Італія | 27.49,79   | Аманаль Петрос Німеччина                                                                                       | 27.52,25   | Бен Коннор Велика Британія                                                                                        | 27.57,60   |
| Командна | ІталіяЄманеберхан Кріппа (27.49,79) Лоренцо Діні (28.09,21) Саїд ель Отмані (28.26,02) Даніеле Меуччі Італо Куаццола Марко Наджибе Саламі | 1:24.25,02 | Велика БританіяБен Коннор (27.57,60) Нік Гулаб (28.10,49) Метью Ліч (28.47,24) Джек Грей Адам Гіккі Ендрю Гайз | 1:24.55,33 | НімеччинаАманаль Петрос (27.52,25) Себастьян Гендель (28.27,11) Сімон Бох (28.53,53) Філіпп Пфлігер Самуель Фітві | 1:25.12,89 |

#### Жінки
| Першість    | Золото | Золото     | Срібло | Срібло     | Бронза | Бронза     |
| ----------- | --- | ---------- | --- | ---------- | --- | ---------- |
| Особиста[a] | Лона Салпетер Ізраїль | 31.15,78   | Ейліш Макколган Велика Британія                                                                                     | 31.16,76   | Лів Вестфаль Франція | 32.02,38   |
| Командна    | Велика БританіяЕйліш Макколган (31.16,76) Еліс Райт (32.27,57) Веріті Оккенден (32.34,47) Шарлотт Артер Сара Інгліс Майрі Мак-Леннан | 1:36.18,80 | ІспаніяКармела Кардама (32.26,43) Майтане Мелеро (32.27,00) Нурія Лугуерос (33.14,32) Естер Наваррете Тереза Урбіна | 1:38.07,75 | ІталіяСара Доссена (32.30,47) Ізабель Маттуцці (32.44,17) Джованна Епіс (32.59,16) Марія К'яра Каскавілла Валерія Роффіно Ребекка Лонедо | 1:38.13,80 |

a  Переможниця жіночого забігу (31.08,13), британка Стефані Твелл, виступала за свій біговий клуб AFD (англ. Aldershot, Farnham and District Athletic Club) і формально не була заявлена за свою країну. Внаслідок цього вона не вказана як володарка першого місця саме в рамках розіграшу Кубка Європи, та її результат не взятий до уваги при визначенні командної першості.

## Медальний залік
До медального заліку включені нагороди за підсумками індивідуальної та командної першостей.
| Місце               | Країна              | Золото | Срібло | Бронза | Загалом |
| ------------------- | ------------------- | ------ | ------ | ------ | ------- |
| 1                   | Італія              | 2      | 0      | 1      | 3       |
| 2                   | Велика Британія     | 1      | 2      | 1      | 4       |
| 3                   | Ізраїль             | 1      | 0      | 0      | 1       |
| 4                   | Німеччина           | 0      | 1      | 1      | 2       |
| 5                   | Іспанія             | 0      | 1      | 0      | 1       |
| 6                   | Франція             | 0      | 0      | 1      | 1       |
| Загалом (6 збірних) | Загалом (6 збірних) | 4      | 4      | 4      | 12      |

## Виступ українців
Склад збірної України для участі в змаганні був затверджений наприкінці травня 2019 в складі 8 атлетів. Проте, на змагання поїхало семеро спортсменів внаслідок дискваліфікації харків'янки Олени Сердюк за порушення антидопінгових правил.
Найвище місце серед українських учасників посіла Дар'я Михайлова. З особистим рекордом (32.27,41) вона замкнула вісімку найсильніших бігунок континенту. У чоловіків найкращим серед українців став Богдан-Іван Городиський, який у підсумковому протоколі був 12-м з особистим рекордом 28.27,44.
| Місце | Атлет                                    | Результат   |
| ----- | ---------------------------------------- | ----------- |
| 12    | Богдан-Іван Городиський Київ             | 28.27,44 PB |
| 26    | Микола Нижник Київ                       | 29.02,45    |
| 37    | Дмитро Сірук Рівненська область          | 28.38,07    |
| 38    | Роман Романенко Дніпропетровська область | 29.04,10    |

| Місце | Атлетка                            | Результат   |
| ----- | ---------------------------------- | ----------- |
| 8     | Дар'я Михайлова Київська область   | 32.27,41 PB |
| 22    | Ольга Котовська Рівненська область | 33.01,96 PB |
| 23    | Валерія Зіненко Полтавська область | 33.05,24    |